# Каньйон-Лейк (Техас)
Каньйон-Лейк (англ. Canyon Lake) — переписна місцевість (CDP) в США, в окрузі Комал штату Техас. Населення — 31 124 особи (2020).

## Географія
Каньйон-Лейк розташований за координатами 29°52′59″ пн. ш. 98°15′53″ зх. д. / 29.88306° пн. ш. 98.26472° зх. д. (29.882952, -98.264832).  За даними Бюро перепису населення США в 2010 році переписна місцевість мала площу 406,03 км², з яких 371,23 км² — суходіл та 34,81 км² — водойми.

## Демографія
Згідно з переписом 2010 року, у переписній місцевості мешкали 21 262 особи в 9004 домогосподарствах у складі 6304 родин. Густота населення становила 52 особи/км².  Було 11775 помешкань (29/км²).
Расовий склад населення:
| - 92,7 % — білих - 0,7 % — корінних американців - 0,7 % — чорних або афроамериканців - 0,5 % — азіатів - 0,1 % — вихідців з тихоокеанських островів - 3,3 % — осіб інших рас |

До двох чи більше рас належало 2,1 %. Частка іспаномовних становила 13,4 % від усіх жителів.
За віковим діапазоном населення розподілялося таким чином: 18,7 % — особи молодші 18 років, 61,5 % — особи у віці 18—64 років, 19,8 % — особи у віці 65 років та старші. Медіана віку мешканця становила 49,0 року. На 100 осіб жіночої статі у переписній місцевості припадало 101,4 чоловіків;  на 100 жінок у віці від 18 років та старших — 99,0 чоловіків також старших 18 років.
Середній дохід на одне домашнє господарство  становив 78 856 доларів США (медіана — 56 544), а середній дохід на одну сім'ю — 91 011 долар (медіана — 69 195). Медіана доходів становила 51 283 долари для чоловіків та 41 507 доларів для жінок. За межею бідності перебувало 9,0 % осіб, у тому числі 12,1 % дітей у віці до 18 років та 5,0 % осіб у віці 65 років та старших.
Цивільне працевлаштоване населення становило 9797 осіб. Основні галузі зайнятості: освіта, охорона здоров'я та соціальна допомога — 20,8 %, науковці, спеціалісти, менеджери — 13,4 %, роздрібна торгівля — 13,1 %.